# Ruban de sensibilisation
Un ruban de sensibilisation ou ruban de conscience, ayant la forme d'une bandelette pliée en boucle, est un symbole destiné à signifier un soutien ou faire connaître une cause. Différentes couleurs ou motifs sont associés à des problématiques différentes, généralement humanitaires, médicales ou politiques. Cette forme de symbole a notamment été en vogue dans les années 1990.

## Exemples
Parmi les plus connus se trouvent le ruban rouge, symbolisant la solidarité vis-à-vis des victimes du VIH et du sida et le ruban rose destiné à la sensibilisation au cancer du sein. Le soutien aux personnes autistes est symbolisé par un ruban composé de pièces de puzzle multicolores, démocratisé par l'Autism Society of America à partir de 1999. Le symbole de la pièce de puzzle est renié par la communauté autistique à la suite de son association à l’association Autism Speaks, qui souhaite éradiquer l’autisme.
Certaines causes ont une couleur de ruban similaire, comme les maladies cardiaques dont le ruban est rouge comme celui symbolisant le VIH et le Sida. Le ruban vert vise à sensibiliser à la fois au don d'organe, au cancer du rein, au trouble bipolaire ainsi qu'à la maladie de Lyme. La maladie Hypersensibilité Chimique Multiple (MCS Multiple Chemical Sensitivity) reçoit un ruban vert et jaune. Le vert pour la nature, l'environnement et le jaune étant la couleur du Canari. Les canaris étaient utilisés dans les mines de charbon, pour détecter les émanations toxiques. Ces deux couleurs ne sont utilisées que pour le ruban MCS (Hypersensibilité chimique multiple)

Exemples de rubans de sensibilisation
Ruban rouge.
Ruban rose.
Ruban vert.
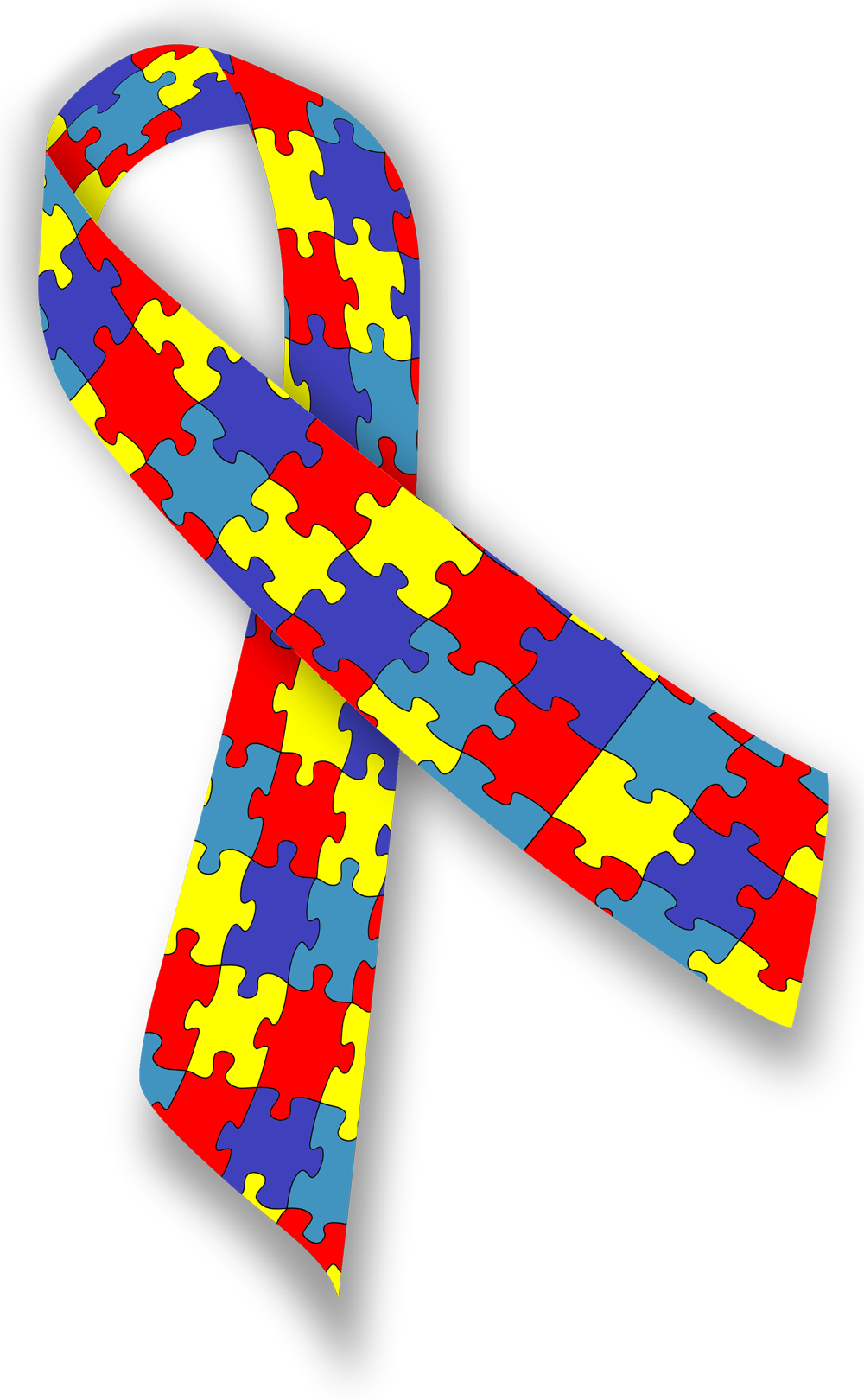
Ruban de l'autisme.